# Saile
Le Saile, ou Nockspitze, est une montagne culminant à 2 404 m d'altitude dans les Alpes de Stubai.

## Géographie
Le Saile se situe dans le chaînon du Kalkkögel. Au sud-ouest se trouve le col du Halsl amenant au Ampferstein, au nord-ouest la station de ski Axamer Lizum, au nord le Birgitzköpfl, au nord-est les sommets du Pfriemeswand,du Pfriemesköpfl et du Spitzmandl et au sud ceux du Sailenieder, du Nederjoch et du Jochkreuz.

## Ascension
En raison de sa situation au croisement de deux vallées, le Saile est un point d'observation. Un sentier part au sud-ouest du Halsl et du Birgitzköpflhaus. Un deuxième sentier part du nord-est par le Pfriemeswand et par le Spitzmandl. Par le Pfriemeswand, il y a des voies d'escalade d'une difficulté 3 ou 4. Les tours de roche à la crête nord-ouest devant le Birgitzköpfl sont aussi des lieux d'escalade.

## Culture
En raison d'une position très exposée, le Saile est un point d'apparition d'orages, de tempêtes et de chutes de neige. Dans les contes populaires, il est le principal lieu de rencontre pour les sorcières qui dansent sur le vaste plateau du sommet et envoient le mauvais temps dans la vallée. Pour se protéger contre les tempêtes, des processions ont lieu à la chapelle de Halsl.